# Wildstein (Oberpfälzer Wald)
Der 744 m hohe Wildstein (auch: Wildenstein) gehört zum Gemeindegebiet Teunz im Oberpfälzer Landkreis Schwandorf Bayern und liegt südwestlich der Ortschaft Wildstein (Teunz) etwa 6 Kilometer östlich der B 22.
Auf seinem Gipfel befindet sich der Burgstall Wildstein.
Von der Ortschaft Wildstein aus ist der Gipfel auf sanft ansteigendem Spazierweg von nicht ganz einem Kilometer Länge und etwa 70 Höhenmetern zu erreichen.
Über den Burgstall Wildstein führt auch der vom Oberpfälzer Waldverein angelegte 140 Kilometer lange Burgenweg. Nächster Burgstall im Westen ist der Kunzenstein, nächste Burg im Süden ist die Burg Obermurach.